# جون أوبراين (لاعب كرة قاعدة كندي)
جون أوبراين هو لاعب كرة قاعدة كندي، ولد في 13 يوليو 1866 في سانت جون في كندا، وتوفي في 13 مايو 1913 في لويستون في الولايات المتحدة.

## وصلات خارجية
- جون أوبراين على موقعبيزبول رفرنس.كوم (الدوري الرئيسي) (الإنجليزية)
- جون أوبراين على موقعبيزبول رفرنس.كوم (الدوري الثانوي) (الإنجليزية)